# 儒勒·米什莱
儒勒·米什莱（法語：Jules Michelet，1798年8月21日—1874年2月9日）是一位法国历史学家，被誉为“法国史学之父”。他以文学风格的语言来撰写历史著作，令人读来兴趣盎然；他以历史学家的渊博来写作散文，情理交融，曲尽其妙。在米什莱笔下，山川、森林、海洋、禽鸟、昆虫，一草一木，无不洋溢着深沉的诗意的凝思。
“文艺复兴”（法語：Renaissance）一詞就是他在1855年出版的《法國史》一書中提出的。

## 生平
1798年，米什莱出生在法国巴黎，他的父亲是一位打印机师傅，生意不繁荣，米什莱则在父亲的店里协助他的工作。巴黎地方政府给了他父亲皇家印刷厂的职位，因此他的父亲具有了雄厚的资金送去著名的查理曼大帝大学读书，1819年，米什莱在高等师范学校毕业，获得文学博士学位。1821年，米什莱通过了大学考试，并且很快被分配到一个历史学的课堂去教历史学。
1824年，米什莱结了婚。他开始混迹于法国的上层社会，他转变为一个热心于政治的历史学家，他的作品也开始刊登在法国的教科书上。1838年，米什莱受邀到法蘭西公學院授课。1847年，米什莱出版了作品《人民》，书籍出版后，他开始撰写《法国大革命史》。这时候的法国正是革命运动波涛汹涌的时候，米什莱赞成革命，拒绝和法国皇帝路易·波拿巴合作，被驱逐出法国，他流亡到了意大利，仍然继续坚持从事历史学研究。拿破仑战败下台之后，他返回到了法国。
1874年2月9日，米什莱在法国耶尔因心臟病逝世，並葬於當地。在他的遺孀的請求下，他的遺體在1876年5月13日重新掘出，16日在拉雪茲神父公墓重新下葬。他的紀念碑則是1893年由讓-路易·帕斯卡設計的。

## 作品
- 《人民》
- 《法国大革命史》
- 《法国史》
- 《云雀》，英文命名为《鸟》，The Bird
- 《虫》
- 《海》
- 《山》
- 《爱》
- 《妇女》
- 《女巫》
- 《人类的圣经》
- 《十九世纪史》（未完成）